# Brillantaisia majestica
Brillantaisia majestica là một loài thực vật có hoa trong họ Ô rô. Loài này được Wernham mô tả khoa học đầu tiên năm 1916.